# Effacer le tableau
Effacer le tableau (pronunciación en francés: /efɑse lə tablo/; traducido literalmente como «borrar el tablero» o «hacer borrón y cuenta nueva») fue el nombre clave dado a una operación militar dirigida por rebeldes de la República Democrática del Congo durante la segunda guerra del Congo, la cual implicó el genocidio de los pigmeos bambuti.

## Antecedentes
Las cuestiones sin resolver la Primera Guerra del Congo llevaron en 1998 al estallido de la segunda guerra del Congo, en la cual múltiples grupos rebeldes lucharon por el control del país.
Mambasa es una ciudad congoleña cerca de las fronteras de la República Democrática del Congo con Uganda y Sudán del Sur, ubicada en la parte oriental de la Provincia de Ituri, que Human Rights Watch describió en 2003 como  «el rincón más sangriento» de la República Democrática del Congo. Se describe que en 2002, Mambasa era una ciudad de entre «20.000 y 25.000 habitantes». En este contexto, la ciudad gozaba de una relativa prosperidad y seguridad, estaba cerca de un aeródromo y de una carretera a Komanda, ventajas atrayeron el deseo de los grupos armados que operaban en el sector.

## Desarrollo
Para 2002, la región estaba bajo control de la facción "Movimiento de Liberación" de la Agrupación Congoleña para la Democracia (Por sus siglas en inglés, RCD-ML), liderada por Antipas Mbusa. En contraposición estaban la facción "Nacional" de la Agrupación Congoleña para la Democracia (Por sus siglas en inglés, RCD-N), apoyada por Uganda, y que se había aliado con el Movimiento de Liberación del Congo (MLC). Así, a finales de 2002, las fuerzas del MLC/RCD-N lanzaron la operación Effacer le tableau con el objetivo de lograr la conquista territorial de la provincia de Kivu del Norte de la República Democrática del Congo.
El 12 de octubre de 2002, las fuerzas del MLC/RCD-N, comandadas por el Coronel Freddy Ngalimu, tomaron Mambasa, sometiéndola a una ola de saqueos y violencia. Sin embargo, su posición fue débil y a finales del mismo mes, las tropas del RCD-ML contraatacaron y recuperaron Mambasa. Finalmente, entre noviembre y diciembre, el MLC/RCD-N, bajo el mando del coronel Widdy Ramses Masamba, retomó Mambasa.

### Atrocidades
Durante la operación, se dio lugar a operaciones de exterminio lideradas por soldados del MLC, que llegaron a ser conocidos entre los lugareños como les effaceurs («los borradores»), y tropas de la RCD-N. La campaña fue caracterizada como excepcionalmente brutal, al utilizar saqueos, violaciones, desapariciones forzadas, torturas y asesinatos como instrumentos de guerra.
Aparte de conquistar el territorio, la operación Effacer le tableau también tenía como objetivo la limpieza étnica de los pigmeos de la región oriental del Congo, cuya población ascendía a 90.000 en 2002. Los Bambuti fueron atacados específicamente porque los rebeldes los consideraban «infrahumanos», además de creían que la carne de los Bambuti tenía «poderes mágicos». También hubo informes de que el canibalismo estaba generalizado. Se estima que entre 60.000 y 70.000 pigmeos murieron en la campaña (equivalentes a más del 40% de la población de pigmeos en el oriente del Congo) y más de 100.000 más fueron desplazados. 

## Secuelas
En marzo de 2016, la Corte Penal Internacional declaró a Jean-Pierre Bemba culpable de violaciones de derechos humanos en la República Centroafricana. Bemba fue vicepresidente de la República Democrática del Congo y líder del MLC durante la campaña de exterminio que duró un año, pero fue totalmente absuelto por el tribunal de apelaciones de la CPI en junio de 2018.